# Brahmi
Pour les articles homonymes, voir Brahmi (homonymie).
Pour l’article ayant un titre homophone, voir Brami.
La brahmi (brāhmī) est un système d'écriture (ou plutôt un ensemble de systèmes) alphasyllabaire, qui semble dater du IIIe siècle av. J.-C.
La brahmi est la plus ancienne parente des systèmes d'écriture brahmiques, nées en Inde. Ce système d'écriture est l'ancêtre de la plupart des écritures de l'Asie du sud et de l'Asie du sud-est, et a connu une certaine influence en Asie de l'est, notamment en Chine (où il est toujours présent dans les régions de culture tibétaine et dai) lors de la courte utilisation de l'écriture 'phags-pa sous la dynastie mongole Yuan et a peut-être inspiré le hangeul coréen. Le système numéral de la brahmi est l'ancêtre des chiffres arabes.
Les inscriptions les mieux connues et les plus anciennes en brahmi sont les édits gravés d'Açoka.

## Origine
Il est probable que la brahmi dérive d'une écriture sémitique comme l'alphabet araméen impérial, comme c'est le cas pour l'alphabet kharoṣṭhī qui apparut à la même époque en Inde du nord, sous le contrôle de l'empire des Achéménides. Thomas William Rhys Davids pense que cette écriture pourrait avoir été introduite en Inde du Moyen-Orient par les marchands. Une autre hypothèse serait celle de l'invasion des Achéménides au VIe siècle av. J.-C. Harry Falk croit quant à lui que la brahmi fut créée sous l'empire maurya. On admet souvent que ce fut une invention planifiée sous le règne d'Açoka, nécessaire à la rédaction de ses édits, cas similaire à celui du hangeul.

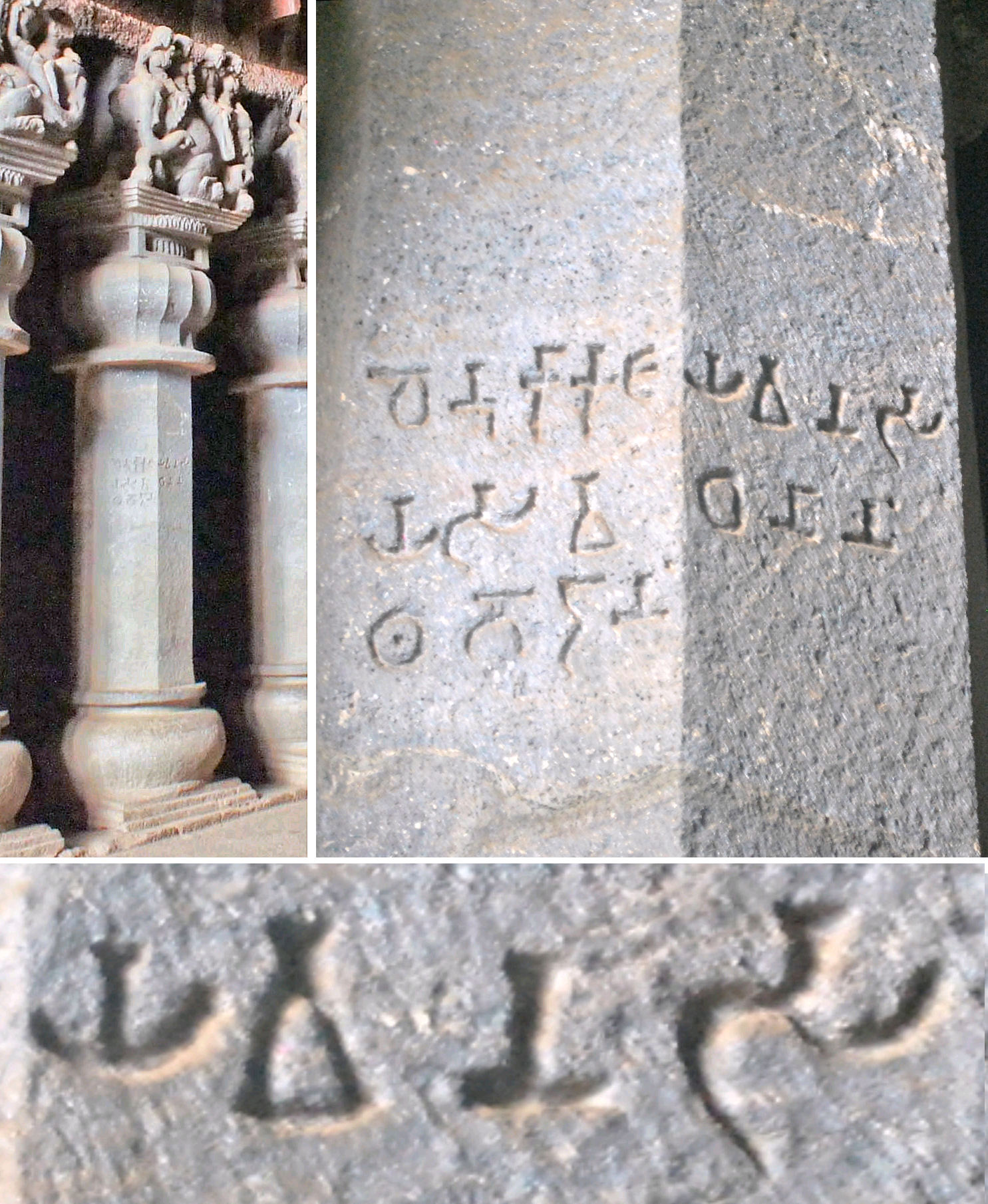
Pilier gauche No.9 de la Grande Chatya à Grottes de Karla. Ce pilier fut dédicacé par un Yavana (Indo-Grec), vers 120 EC, de même que cinq autres piliers. L'inscription en Brahmi se lit : Dhenukakata Yavanasa/ Yasavadhanana[m]/ thabo dana[m] c.a.d. "(Ce) pilier (est) un don du Yavana Yasavadhana de Denukakata". En bas : détail du mot "Ya-va-na-sa" (adjectif du nom "Yavana", en Brahmi).

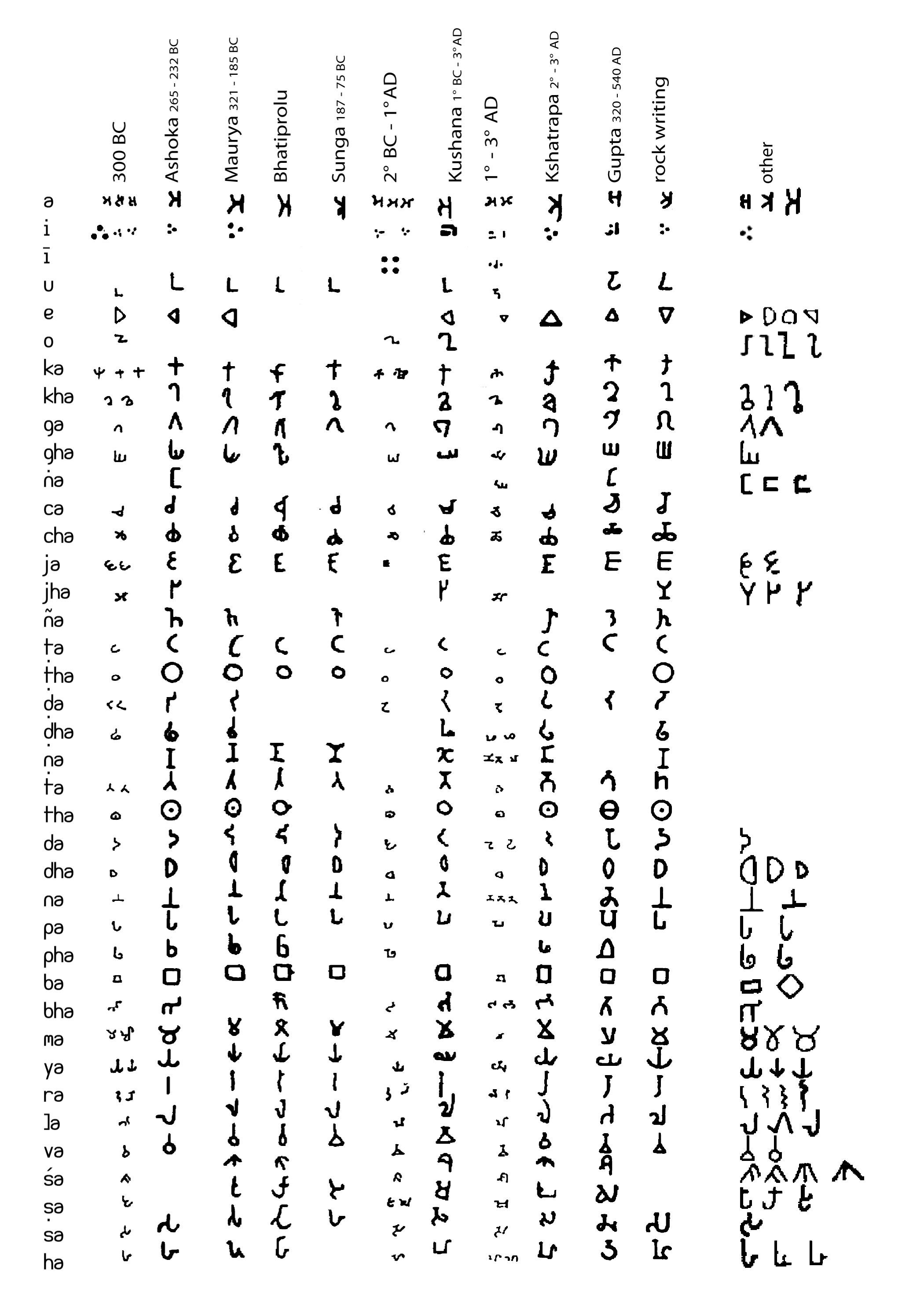
Table des variantes de la brahmi et classement selon la date.

En observant les inscriptions en brahmi les plus anciennes, certains chercheurs européens font un parallèle avec les écritures araméennes contemporaines : la moitié des phonèmes sont identiques, surtout lorsque les lettres sont inversées afin de correspondre au sens d'écriture. Toutefois, les langues sémitiques ne reflètent pas la phonologie des langues indiennes, c'est pourquoi si cette thèse est vraie, la brahmi a dû recevoir des adaptations. Ce sont ces adaptations qui permettent de faire un lien entre les deux écritures. Par exemple, l'araméen ne connaissait pas les occlusives rétroflexes, confondues avec les consonnes dentales ; or en brahmi, les signes pour la série des dentales et pour celle des rétroflexes sont très similaires, comme si toutes les deux dérivaient d'un même prototype. L'araméen ne connaissait pas les consonnes aspirées de la brahmi (kh, th), alors que celle-ci ne possédait pas de consonnes emphatiques (q, ţ).  Il se trouve que la brahmi a emprunté les signes des emphatiques pour noter les aspirées correspondantes (q > kh ; ţ> th), et que là où l'araméen n'avait pas de consonne emphatique, pour /p/, la brahmi a doublé le symbole p pour noter l'aspirée. Enfin, les premières lettres sont très ressemblantes : le a de la brahmi ressemble beaucoup à un aleph.
Mais il existe une autre théorie aux origines de la brahmi. L'idée que l'écriture brahmi aurait une origine endogène repose sur la possibilité d'une connexion avec l'écriture de la civilisation de l'Indus (à Harappa) dont on a appris dans les années 1920 qu'elle était antérieure aux antiques civilisations égyptienne et sumérienne, mais qui reste encore non déchiffrée du fait qu'elle présente un caractère moins phonographique que logographique. Il serait donc possible que, malgré un temps de disparition de la civilisation harappéenne avant l'apogée de la civilisation brahmanique, l'écriture brahmi ait été inspirée de l'écriture de Harappa. Certains archéologues tels que John Marshall (Université de Cambridge), Raymond Allchin, Stephen Langdon (Université d'Oxford) et linguistes tels que l'indologue Georg Feuerstein ou le professeur David Frawley abondent dans ce sens. Beaucoup de chercheurs indiens aussi préfèrent cette thèse à la thèse de l'influence araméenne défendue par la majorité des chercheurs européens hors monde anglo-saxon ou germanique.